# Clap Your Hands
«Clap Your Hands» —en español: «Aplaudan»— es una canción de la cantante australiana Sia. Fue lanzado como el segundo sencillo de su quinto álbum de estudio We Are Born, el 18 de junio de 2010. La canción fue compuesta por ella y Samuel Dixon, y producida por Greg Kurstin.
Sia y su coescritor Samuel Dixon fueron nominados a la "Canción del Año" en los APRA Music Awards 2011 por su composición de "Clap Your Hands". La canción fue elegido en el número 13 en la encuesta anual Triple J Hottest 100 en Australia.

## Video musical
El video fue dirigido por Kris Moyes, quién anteriormente había dirigido los videos de las canciones "Buttons" y "The Girl You Lost to Cocaine". El video ganó en la categoría al "Mejor video" en los ARIA Music Awards 2010.

## Lista de canciones
Australia – Descarga digital
1. "Clap Your Hands" (Álbum Versión) – 4:00
2. "Clap Your Hands" (Fred Falke Remix) – 7:09
3. "Clap Your Hands" (Diplo Remix) – 4:47

 Estados Unidos – Sencillo en CD
1. "Clap Your Hands" (Main Mix Edit) – 3:39
2. "Clap Your Hands" (Diplo Remix) – 4:47
3. "Clap Your Hands" (Prince Vince Mix) – 5:01
4. "Clap Your Hands" (Fred Falke Mix Edit) – 4:03
5. "Clap Your Hands" (Fred Falke Remix) – 7:10

## Posicionamiento en listas
| Lista (2010)                                | Mejor posición |
| ------------------------------------------- | -------------- |
| Australia (ARIA)                            | 17             |
| Bélgica (Flandes) (Ultratip Bubbling Under) | 8              |
| Bélgica (Valonia) (Ultratop 50)             | 12             |
| Estados Unidos (Hot Dance Club Songs)       | 28             |
| Países Bajos (Dutch Top 40)                 | 5              |
| Suiza (Schweizer Hitparade)                 | 27             |